# An-Nuzha
An-Nuzha (arab. النزهة) – miejscowość w Syrii, w muhafazie Hims. W 2004 roku liczyła 1364 mieszkańców.